# Adler Standard 6
Adler Standard 6 är en bilmodell som lanserades av tyska Adler 1927. Konstruktionen var i stora delar en kopia av samtida Chrysler-modeller. Ursprungsmodellen 10N, som såldes 13 959 exemplar, hade en sexcylindrig motor på 45 hk och byggdes i två varianter med olika hjulbas. 1928 dök modellerna Adler Standard 6A och 6S med större motorer. 6A (modell 12N) hade den korta hjulbasen och 6S (modell 12NS) den långa. Av 6A tillverkades till 1933 10.681 exemplar, av 6S till 1934 4.135 exemplar.
1933 lanserades den förbättrade efterföljarmodellen 3U som. Av denna tillverkades till 1934 400 exemplar.
Från 1927 till 1929 körde Clärenore Stinnes jorden runt med en Adler Standard 6, vilket var den första jordenrundresan med en bil. Carl-Axel Söderström medföljde som fotograf.

## Tekniska data
| Modell              | Standard 6 (10N)        | Standard 6A (12N)       | Standard 6S (12NS)      | Standard 6 (3U)         |
| ------------------- | ----------------------- | ----------------------- | ----------------------- | ----------------------- |
| Årtal               | 1927-1930               | 1928-1933               | 1928-1934               | 1933-1934               |
| Versioner           | T4, L4, Cb2             | L4                      | L4, Cb2                 | L4, Cb2                 |
| Motor               | 6-cylindrig, rak 4-takt | 6-cylindrig, rak 4-takt | 6-cylindrig, rak 4-takt | 6-cylindrig, rak 4-takt |
| Ventiler            | stående (sv)            | stående (sv)            | stående (sv)            | stående (sv)            |
| Cylindermått        | 70 mm x 110 mm          | 75 mm x 110 mm          | 75 mm x 110 mm          | 75 mm x 110 mm          |
| Motorvolym          | 2540 cm³                | 2916 cm³                | 2916 cm³                | 2916 cm³                |
| Effekt (hk)         | 45                      | 50                      | 50                      | 60                      |
| Effekt (kW)         | 33                      | 37                      | 37                      | 44                      |
| Bränsleförbrukning  | 15-16 l / 100 km        | 16 l / 100 km           | 17 l / 100 km           | 16 l / 100 km           |
| Maxhastighet        | 85-90 km/h              | 90 km/h                 | 85 km/h                 | 100 km/h                |
| Tomvikt             | 1190 - 1390 kg          | 1200 - 1300 kg          | 1300 - 1430 kg          | 1390 kg                 |
| Totalvikt           | 1590 - 1940 kg          | 1600 - 1700 kg          | 1850 - 1980 kg          | 1790 kg                 |
| Elsystem            | 6 volt                  | 6 volt                  | 6 volt                  | 6 volt                  |
| Längd               | 4270 - 4500 mm          | 4270 mm                 | 4570 mm                 | 4750 mm                 |
| Bredd               | 1650 mm                 | 1650 mm                 | 1650 mm                 | 1740 mm                 |
| Höjd                | 1825 mm                 | 1825 mm                 | 1825 mm                 | 1650 mm                 |
| Hjulbas             | 2840 - 3140 mm          | 2840 mm                 | 3140 mm                 | 3200 mm                 |
| Spårvidd fram / bak | 1350 mm / 1350 mm       | 1350 mm / 1350 mm       | 1350 mm / 1350 mm       | 1420 mm / 1420 mm       |
| Vänddiameter        |                         |                         |                         | 12,0 m                  |

- T4 = 4-dörrars touringvagn
- L4 = 4-dörrars limousine
- Cb2 = 2-dörrars cabriolet